# Филип Лудвиг I (Ханау-Мюнценберг)
Филип Лудвиг I фон Ханау-Мюнценберг (на немски: Philipp Ludwig I von Hanau-Münzenberg) e граф на Ханау-Мюнценберг от 1561 до 1580 г.

## Биография
Роден е на 21 ноември 1553 година в Ханау, Графство Ханау-Мюнценберг. Той е единственият син на граф Филип III фон Ханау-Мюнценберг (1526 – 1561) и съпругата му Хелена фон Пфалц-Зимерн от род Вителсбахи (1532 – 1579), дъщеря на пфалцграф и херцог Йохан II фон Зимерн.
Той последва баща си като граф през 1561 г. Неговите опекуни са чичо му граф Йохан VI фон Насау-Диленбург, граф Филип IV фон Ханау-Лихтенберг и курфюрст Фридрих III фон Пфалц.
През 1567 – 1569 г. Филип Лудвиг I, заедно с Хайнрих фон Насау-Диленбург (* 1550; † 1574), следва в университета в Страсбург, а от 1569 г. следва в университета в Тюбинген. През 1572 г. Филип Лудвиг I пристига в Париж и започва след това да следва в Базел, Падуа, Рим и през 1574 г. във Виена.
На 13 ноември 1562 г. император Фердинанд I, по пътя за коронизацията на синът му Максимилиан II на 24 ноември 1562 г. във Франкфурт на Майн, е пострещнат в резиденцията Ханау и отива на лов.
Филип Лудвиг I умира внезапно на 4 февруари 1580 година в Ханау на 26-годишна възраст. Погребан е в църквата Св. Мария в Ханау близо до баща му. Неговата вдовица, графиня Магдаленс, се омъжва през 1581 г. за граф Йохан VII фон Насау-Зиген.

## Фамилия
Граф Филип Лудвиг I се жени на 2 или 6 февруари 1576 г. за графиня Магдалена фон Валдек (1558 – 1599), дъщеря на граф Филип IV фон Валдек-Вилдунген. Те имат децата:
- Филип Лудвиг II (1576 – 1612)
- Юлияна (* 13 октомври 1577, † 2 декември 1577)
- Вилхелм (* 26 август 1578, † 14 юни 1579)
- Албрехт фон Ханау-Мюнценберг-Шварценфелс (Алберт) (1579 – 1635